# Podejźrzon lancetowaty
Podejźrzon lancetowaty (Botrychium lanceolatum (S. G. Gmel.) Ångstr.) – gatunek rośliny z rodziny nasięźrzałowatych.

## Rozmieszczenie geograficzne
Występuje w Ameryce Północnej, Azji i w Europie, głównie w północnych regionach tych kontynentów, na oddzielonych od siebie obszarach zwartego zasięgu oraz na pojedynczych stanowiskach. W Europie występuje głównie na Półwyspie Skandynawskim, na Islandii oraz w Alpach. W Polsce znane jest tylko jedno stanowisko w Gorcach podane w 1950 r. Znajdowało się na Hali Turbacz na wysokości 1220 m n.p.m. Było to zresztą również jedyne stanowisko tej rośliny w całych Karpatach. Populacja liczyła kilka-kilkanaście okazów i była obserwowana na tym stanowisku przez wiele lat. W 2002 r. jednak nie udało się już odszukać podejźrzona lancetowatego na tym stanowisku. Nie można jednak całkowicie wykluczyć jego występowania, gdyż jest to roślina niepozorna, trudna do odszukania.

## Morfologia

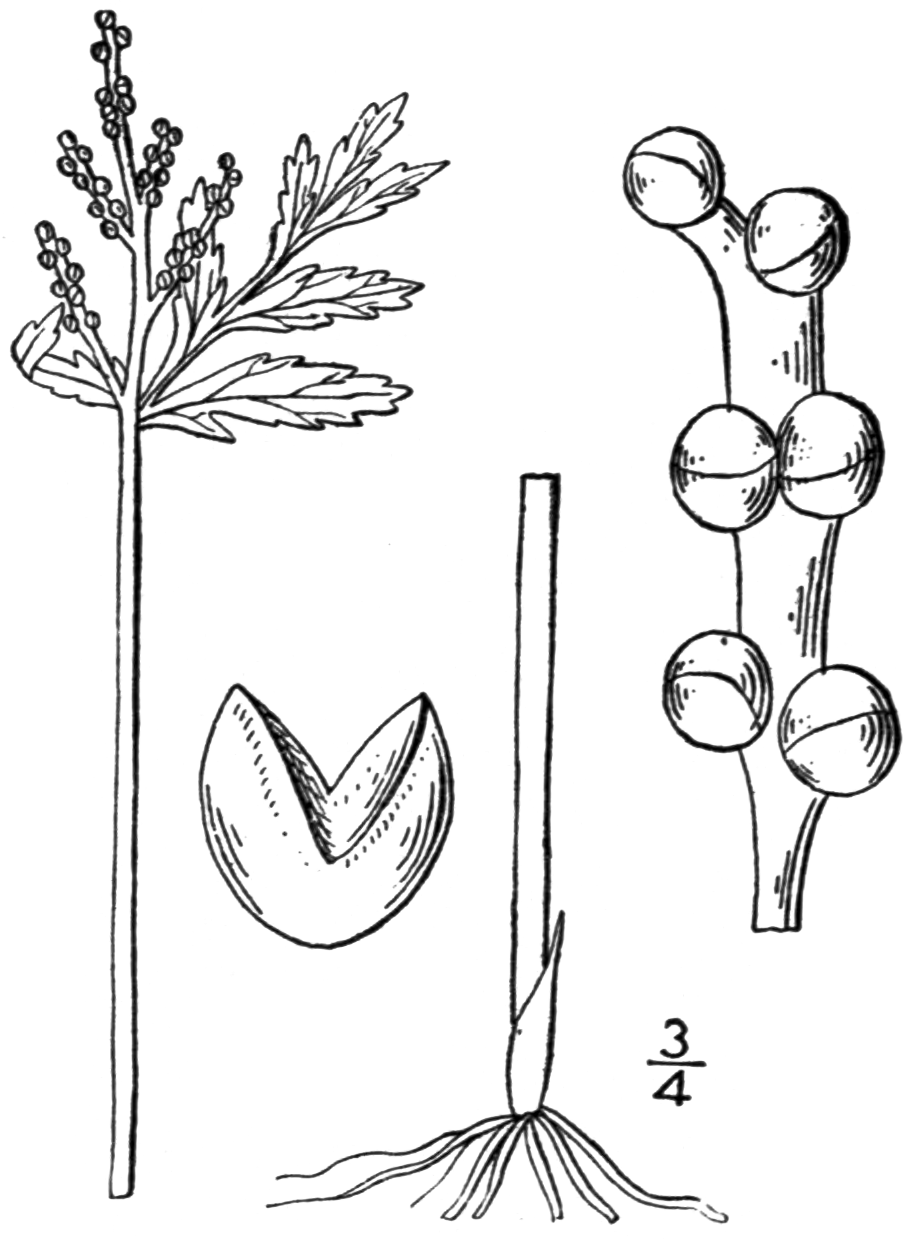
Morfologia

PokrójDrobna roślina do 25 cm wysokości.
LiśćOgonek znacznie dłuższy od blaszki. Liść zróżnicowany na część płonną oraz zarodnionośną. Część płonna podwójnie pierzasta, oddzielona od zarodnionośnej powyżej połowy całego liścia; odcinki I i II rzędu lancetowate, ostre.

## Biologia i ekologia
Rośnie na brzegach lasów, polanach i halach. W Polsce rósł na łące mieczykowo-mietlicowej Gladiolo-Agrostietum. Zarodnie dojrzewają w lipcu i sierpniu. Liczba chromosomów 2n=90.

## Zagrożenia i ochrona
W Polsce gatunek był ściśle chroniony, od 2014 roku nie podlega ochronie. Kategorie zagrożenia gatunku:
- Kategoria zagrożenia w Polsce według Czerwonej listy roślin i grzybów Polski (2006)[7]: EX (wymarły i zaginiony); 2016: RE (wymarły na obszarze Polski)[8]
- Kategoria zagrożenia w Polsce według Polskiej Czerwonej Księgi Roślin: EX (extinct, całkowicie wymarły)[9]